# Royal Rumble 2009
Royal Rumble (2009) was een professioneel worstel-pay-per-view (PPV) evenement dat georganiseerd werd door WWE voor hun Raw, SmackDown en ECW brands. Het was 22ste editie van Royal Rumble en vond plaats op 25 januari 2009 in het Joe Louis Arena in Detroit, Michigan.

## Matches
| Nr. | Match                                                                                | Winnaar(s)      | Opmerkingen                                               | Bron  |
| --- | ------------------------------------------------------------------------------------ | --------------- | --------------------------------------------------------- | ----- |
| 1D  | Jimmy Wang Yang vs. Paul Burchill                                                    | Jimmy Wang Yang | Eén-op-één dark match.                                    | [ 2 ] |
| 2   | Jack Swagger (c) vs. Matt Hardy                                                      | Jack Swagger    | Eén-op-één match voor het ECW Championship.               | [ 3 ] |
| 3   | Melina vs. Beth Phoenix (c) (met Santino Marella)                                    | Melina (nc)     | Eén-op-één match voor het WWE Women's Championship.       | [ 3 ] |
| 4   | John Cena (c) vs. John "Bradshaw" Layfield (met Shawn Michaels)                      | John Cena       | Eén-op-één match voor het World Heavyweight Championship. | [ 3 ] |
| 5   | Edge (met Chavo Guerrero) vs. Jeff Hardy (c)                                         | Edge (nc)       | No Disqualification match voor het WWE Championship.      | [ 3 ] |
| 6   | 30-man Royal Rumble match voor een wereldkampioenschapswedstrijd op WrestleMania XXV | Randy Orton     | Orton won door Triple H als laatste te elimineren.        | [ 3 ] |

### Royal Rumble match
| Nr. | Entree             | Brand     | Orde | Geëlimineerd door                      | Eliminaties | Tijd  | Bron  |
| --- | ------------------ | --------- | ---- | -------------------------------------- | ----------- | ----- | ----- |
| 1   | Rey Mysterio       | Raw       | 20   | Big Show                               | 1           | 49:26 | [ 4 ] |
| 2   | John Morrison      | ECW       | 5    | Triple H                               | 0           | 19:35 | [ 4 ] |
| 3   | Carlito            | SmackDown | 3    | Vladimir Kozlov                        | 0           | 06:11 | [ 4 ] |
| 4   | MVP                | SmackDown | 2    | Vladimir Kozlov                        | 0           | 03:52 | [ 4 ] |
| 5   | The Great Khali    | SmackDown | 1    | Vladimir Kozlov                        | 0           | 01:30 | [ 4 ] |
| 6   | Vladimir Kozlov    | SmackDown | 4    | Triple H                               | 3           | 02:40 | [ 4 ] |
| 7   | Triple H           | SmackDown | 29   | Randy Orton                            | 6           | 50:00 | [ 4 ] |
| 8   | Randy Orton        | Raw       | —    | Winner                                 | 3           | 48:30 | [ 4 ] |
| 9   | JTG                | Raw       | 7    | The Undertaker                         | 0           | 11:59 | [ 4 ] |
| 10  | Ted DiBiase        | Raw       | 27   | Triple H                               | 1           | 45:11 | [ 4 ] |
| 11  | Chris Jericho      | Raw       | 23   | The Undertaker                         | 1           | 37:17 | [ 4 ] |
| 12  | Mike Knox          | Raw       | 19   | Big Show                               | 0           | 32:42 | [ 4 ] |
| 13  | The Miz            | ECW       | 6    | Triple H                               | 0           | 01:20 | [ 4 ] |
| 14  | Finlay             | ECW       | 21   | Kane                                   | 0           | 30:00 | [ 4 ] |
| 15  | Cody Rhodes        | Raw       | 28   | Triple H                               | 2           | 37:01 | [ 4 ] |
| 16  | The Undertaker     | SmackDown | 26   | Big Show                               | 4           | 32:30 | [ 4 ] |
| 17  | Goldust            | Raw       | 8    | Cody Rhodes                            | 0           | 01:11 | [ 4 ] |
| 18  | CM Punk            | Raw       | 18   | Big Show                               | 1           | 22:29 | [ 4 ] |
| 19  | Mark Henry         | ECW       | 9    | The Undertaker & Rey Mysterio          | 0           | 03:14 | [ 4 ] |
| 20  | Shelton Benjamin   | SmackDown | 10   | The Undertaker                         | 0           | 04:17 | [ 4 ] |
| 21  | William Regal      | Raw       | 11   | CM Punk                                | 0           | 04:23 | [ 4 ] |
| 22  | Kofi Kingston      | Raw       | 12   | The Brian Kendrick                     | 0           | 06:58 | [ 4 ] |
| 23  | Kane               | Raw       | 24   | Cody Rhodes, Randy Orton & Ted DiBiase | 3           | 18:21 | [ 4 ] |
| 24  | R-Truth            | SmackDown | 17   | Big Show                               | 0           | 12:06 | [ 4 ] |
| 25  | Rob Van Dam        | Onbekend  | 22   | Chris Jericho                          | 0           | 13:56 | [ 4 ] |
| 26  | The Brian Kendrick | SmackDown | 13   | Triple H                               | 1           | 00:15 | [ 4 ] |
| 27  | Dolph Ziggler      | Raw       | 14   | Kane                                   | 0           | 00:21 | [ 4 ] |
| 28  | Santino Marella    | Raw       | 15   | Kane                                   | 0           | 00:01 | [ 4 ] |
| 29  | Jim Duggan         | Raw       | 16   | Big Show                               | 0           | 02:50 | [ 4 ] |
| 30  | Big Show           | SmackDown | 25   | Randy Orton                            | 6           | 09:32 | [ 4 ] |